# Єгоров Валентин Михайлович
Валентин Михайлович Єгоров (нар. 16 вересня 1937 — пом. 1 червня 1999, Москва) — радянський хокеїст і тренер.
Грав у молодіжній команді московського ЦСКА. У складі армійської команди з Калініна — переможець другого дивізіону в чемпіонаті 1956/57. Після демобілізації три сезони виступав за саратовський «Авангард», але через тяжку травму був змушений завершити ігрову кар'єру.
Закінчив Московський обласний педагогічний інститут. З 1974 року працював у молодіжній команді московського «Динамо». Серед його вихованців два переможці молодіжного чемпіонату світу 1979.
Перший старший тренер в історії харківського «Динамо» (1979–1983). Один сезон входив до тренерського штабу московського «Динамо». Вдруге очолював харківську команду з 1987 по 1990 рік. У першому сезоні клуб здобув путівку до вищої ліги і два роки виступав у еліті радянського хокею.
Працював директором дитячо-юнацької школи команди «Крила Рад». Очолював жіночу збірну Росії. В сезоні 1997/98 — головний тренер хабаровського «Амура».
Заслужений тренер РРФСР (1983). Заслужений тренер Росії (1990).